# Notting Hill (film)
Notting Hill is een Brits-Amerikaanse film uit 1999 onder regie van Roger Michell. Het scenario werd geschreven door Richard Curtis.
Notting Hill werd genomineerd voor de Golden Globe voor beste film in de categorie 'Musical of komedie', beste filmacteur (Hugh Grant) en beste filmactrice (Julia Roberts). Meer dan tien andere prijzen werden de productie daadwerkelijk toegekend, waaronder de publieksprijs bij de BAFTA Awards, de British Comedy Award voor beste filmkomedie en een Brit Award voor beste filmmuziek.

## Verhaal
Anna Scott (Julia Roberts) is de beroemdste en meest begeerde filmster ter wereld. Haar foto prijkt op elk tijdschrift en de roddelpers volgt haar op de voet. William Thacker (Hugh Grant) is de eigenaar van een slechtlopende reisboekenwinkel in Notting Hill. Hij leidt een rustig leventje, weliswaar met een knotsgekke medebewoner, Spike. Sinds de scheiding van zijn vrouw staat zijn liefdesleven op een laag pitje. Beiden missen ze iets – of iemand – in hun leven. Als Anna's en Williams paden elkaar onverwacht kruisen, is romantiek wel het laatste waaraan ze denken. Of toch? Want in Notting Hill is de liefde onvoorspelbaar.

## Rolverdeling
| Acteur          | Personage            |
| --------------- | -------------------- |
| Hugh Grant      | William Thacker      |
| Julia Roberts   | Anna Scott           |
| Rhys Ifans      | Spike                |
| Tim McInnerny   | Max                  |
| Gina McKee      | Bella                |
| Alec Baldwin    | Jeff King            |
| Hugh Bonneville | Bernie               |
| Emma Chambers   | Honey Thacker        |
| James Dreyfus   | Martin               |
| Mischa Barton   | Twaalfjarige actrice |

## Locatie
Op 17 april 1998 begon de filmploeg te filmen op locatie in West-Londen en in de Shepperton Studios. Het verhaal was van de hand van Richard Curtis die in slapeloze nachten al het hele verhaal voor zich zag – een doodgewone man die verliefd wordt op een bekende filmster.

## Filmmuziek
De muziek van de film kwam op 17 juli 1999 binnen in de Album Top 100 en bereikte de eerste plaats. Het album stond 25 weken in de lijst genoteerd. De single She werd in de vertolking van Elvis Costello ook een hit. Ook When You Say Nothing at All van Ronan Keating staat in het album.